# Thinisa in Numidia
Thinisa in Numidia (en italien : Tinisa di Numidia) est un siège titulaire de l'Église catholique.

## Histoire
Le diocèse de Thinisa in Numidia (Thinisensis in Numida) est un ancien diocèse de l'Église catholique en Numidie première.

## Évêques titulaires
- 1933-1970 : Venanzio Francesco Filippini, OFM, vicaire apostolique de Mogadiscio[1],[2]
- 1973-1978 : Mario Revollo Bravo, évêque auxiliaire de Bogota[3],[4]
- 1979-1984 : Javier Lozano Barragán, évêque auxiliaire de Mexico[5],[6]
- 1989-1997 : Mario Picchi, SDB, évêque de Venado Tuerto[7],[8]
- 1999-2006 : Vincenzo Pelvi, évêque auxiliaire de Naples[9],[10]
- 2008-2025 : Laurent Chu Van Minh, évêque auxiliaire d'Hanoï[11],[12]